# Onthophagus zicsii
Onthophagus zicsii är en skalbaggsart som beskrevs av Vladimir Balthasar 1967. Onthophagus zicsii ingår i släktet Onthophagus och familjen bladhorningar. Inga underarter finns listade i Catalogue of Life.